# Jacobo de Lieja
Jacobo de Lieja, también conocido como Jacobus Leodiensis, Iacobus de Ispania (Hesbaye (?), c. 1260 – Lieja, después de 1330) fue un teórico de la música y compositor flamenco de música medieval, que se considera el principal representante del estilo compositivo denominado Ars antiqua. Su trabajo más célebre es el tratado sobre teoría musical Speculum musicae, que es la obra sobre música medieval más amplia que se conserva.

## Vida
Las noticias sobre su vida son casi inexistentes. Inicialmente se creía que Jacobo había nacido en la diócesis de Lieja alrededor de 1260. No obstante, estudios más recientes sugieren que podría provenir de España o de la región belga de Hesbaye.

## Obra
En su obra se opuso a los nuevos métodos compositivos empleados por los músicos del Ars nova, defendiendo las técnicas de las composiciones de los antiguos músicos medievales. Argumenta contra estos compositores modernos que se limitan a cultivar determinadas formas en exclusiva como el motete y la cantilena, dejando de lado otras formas tradicionales como el organum y el conductus. Asimismo, utilizan un tipo de notación musical que son imperfectos y confusos, mientras que los tradicionales se esmeraban en reflejar con gran precisión sus composiciones a través de un sistema de notación menos sofisticado pero más estable. Arremete contra las novedades relativas al ritmo introducidas por el Ars nova, consistentes en ritmos rotos y movimientos melódicos muy complicados. Ello origina, según Jacobo de Lieja, una música lasciva y contraria al comedimiento de la música del Ars antiqua.
Otros teóricos de la música de su tiempo fueron por ejemplo Johannes de Garlandia, Franco de Colonia, Petrus de Cruce, Johannes de Grocheo.

### Obras teóricas
- Speculum musicae.
- Tractatus de consonantiis musicalibus.
- Tractatus de intonatione tonorum.
- Compendium de musica.

## Speculum musicae

### Autoría
Inicialmente el musicólogo Edmond de Coussemaker atribuyó la autoría de esta obra a Johannes de Muris, lo cual posteriormente fue rebatido. El propio autor del Speculum afirmaba, además, que su nombre podía descubrirse a partir del capítulo inicial de cada libro. Siguiendo estas indicaciones se obtiene el acróstico Iacobus.
Una vez descartado Johannes de Muris, se atribuyó la obra a alguien llamado Jacobo (Iacobus), que probablemente nació en la diócesis de Lieja, fue a estudiar a París a finales del siglo XIII y regresó a Lieja para completar los dos libros finales de este tratado de siete volúmenes.
Margaret Bent en estudios más recientes defiende la atribución de esta obra a un Iacobus de Ispania, que sugiere que el autor provenía de España (latín: Hispania), posiblemente identificándolo con un Jacobo de España que se sabe que trabajó en Oxford en el siglo XIV, lo cual parece indicar que la conexión con Lieja era falsa.
Investigaciones posteriores por parte de Rob Wegman muestran que la denominación Ispania probablemente haga referencia a la región belga de Hesbaye y presentan más evidencias de la asociación del autor con Lieja.

### Contenido
Speculum Musicae (El espejo de la música) es una enciclopedia que consta de 521 capítulos organizados en 7 volúmenes. Se trata de la obra medieval dedicada a la música más extensa que se conserva. Los libros del 1 al 5 tratan sobre teoría de la música, es decir, que están dedicados a la música especulativa. Los dos últimos libros abordan temas relativos a la interpretación musical, poniendo bajo la lupa la música práctica.
- Libro 1: aborda los fundamentos de la teoría para entender la consonancia musical. A lo largo de este primer volumen se hace un compendio de las enseñanzas de Boecio, Isidoro de Sevilla, Guido d'Arezzo, Aristóteles, Platón y Petrus Comestor. El tomo termina con un capítulo sobre la teoría de la armonía de Pitágoras.
- Libro 2: trata sobre las consonancias musicales, especialmente las surgidas a partir del monocordio. Los diferentes intervalos son tratados en capítulos separados: diapasón (octava); bis diapasón (doble octava); diapente (quinta); diatessaron (cuarta); tonus (tono), que se encuentran respectivamente en los capítulos 8, 23, 27, 32, 38.
- Libro 3: trata exclusivamente de la relación entre la música y las matemáticas, a través de las proporciones e intervalos.
- Libro 4: aborda una comparación de las diversas consonancias. También se ocupa de las cadencias y armonías imperfectas.
- Libro 5: se ocupa de los tres géneros de tetracordos y sus propiedades. Compara estos tres tetracordos con los tres hexacordos, natural, duro (durum) y blando (molle), de Guido d'Arezzo.
- Libro 6: habla del canto gregoriano en la liturgia, en especial de los modos eclesiásticos. La parte final de este tomo recoge la notación musical y el repertorio de canto.
- Libro 7: versa sobre notación mensural. Defiende el Ars antiqua sin condenar al Ars nova.